# 挪威王储冠

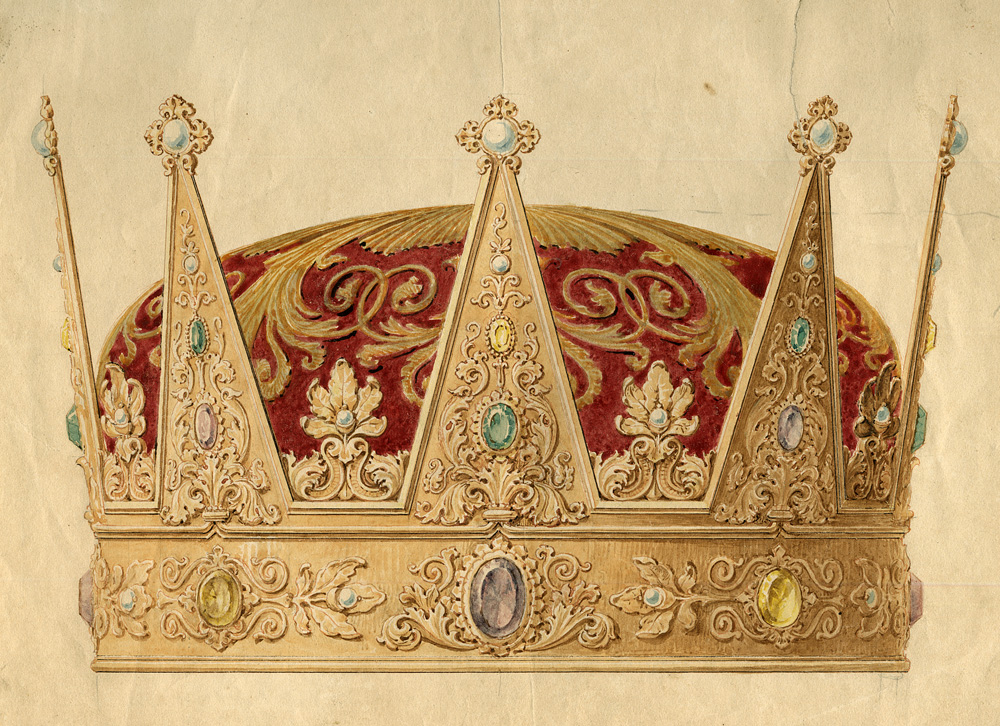

挪威王储冠原为挪威王储卡尔十五世的王冠，计划在其父母的加冕典礼上使用，但由于这一加冕仪式没有举行，王冠从未被使用过。该王冠于1846年制于挪威的奥斯陆，由一名画家设计。该王冠的形式与中世纪中的王冠很相似，王冠以黄金作为框架，围绕王冠一圈的是八只三角尖。每只三角尖都以一颗绿色橄榄石和紫水晶装饰，尖端则是一颗珍珠。从顶部看去，王冠就像一只盛开的花朵。由于橄榄石的价格超出了预算，冠圈上的宝石被替换为了金色和紫色的玻璃。王冠的中央是一颗紫水晶，王冠上的珍珠采用的都是挪威淡水珍珠，衬里采用的是绣着镀金银丝的紫色天鹅绒。王冠高15厘米，直径18至21厘米，重1.03千克。